# Luciano de Beauvais
Luciano de Beauvais (Roma, s. III - Montmille, ca. 290) es un santo venerado por la Iglesia católica, que vivió en el siglo III. Fue el primer obispo de la diócesis de Beauvais.
Su onomástica se celebra el 8 de enero.

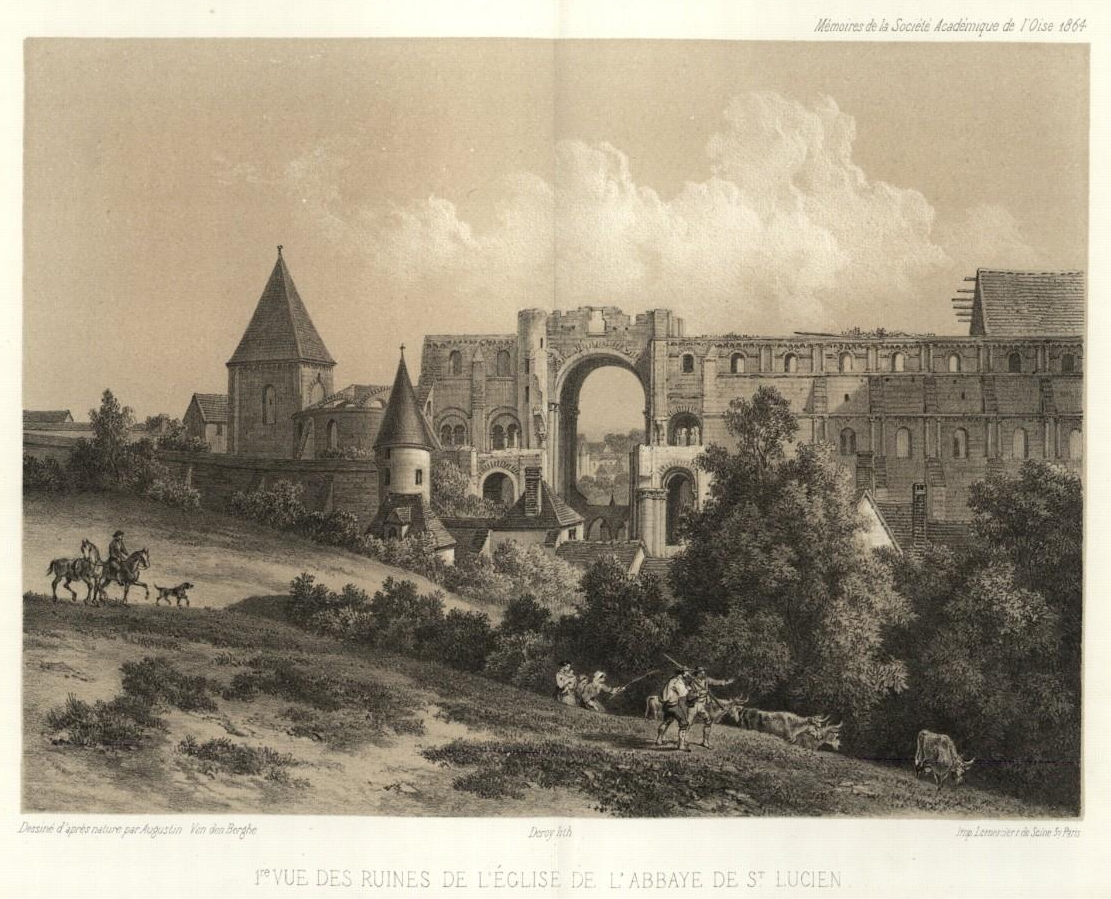
Ruinas de la Abadía de San Luciano de Beauvais. Isidore Laurent Deroy, 1864, según un dibujo de finales del XVIII o principios del XIX.

## Hagiografía
Nacido en el seno de una familia romana, se llamaba Lucius, como su padre, nombre que cambió por el de Lucien (Luciano) tras una prédica en San Pedro. A continuación recorrió Italia predicando. Durante su estancia en Parma, en el curso de una persecución contra los cristianos, es detenido y metido en prisión. La misma noche de su encarcelamieto se escapa. 
Hacia 250 el Papa le nombra obispo y le envía a la Galia junto con San Dionisio de París y San Régulo de Senlis (Rieul de Senlis en francés).
Recorre Francia y se instala en Caesaromagus, la actual Beauvais.
Sus virtudes, actos de caridad y milagros habrían contribuido a la conversión de unas 30 000 personas.
Hacia 290 el emperador Diocleciano, opuesto al cristianismo, envía a Latinus, Jarius y Antor para que maten a Luciano, quien, avisado del peligro, se refugia, junto con sus dos compañeros Maximiano y Juliano, en Montmille. Son encontrados por los romanos que decapitan a sus dos compañeros. Luciano es azotado y decapitado. El probable lugar de su martirio se llama La Rosière.

## Milagro en su muerte
Tras morir, el cuerpo de Luciano habría estado “envuelto en luz” y los presente habrían oído decir Ánimo, buen y fiel servidor, que no has dudado en derramar tu sangre por mi, ven y toma la corona que se te prometió. Entonces Luciano se levantó, tomó su cabeza y fue hacia Beauvais. Se paró cerca de la ciudad y allí enterraron su cuerpo. En ese lugar se construirá la abadía de San Luciano.
Está entre los santos cefalóforos.
Una leyenda local dice que la sangre del santo dio lugar al nacimiento de rosas de color bermellón en el camino que tomó de Montmille a Beauvais.[cita requerida]

## Reliquias
La existencia de sus reliquias es incierta. Parte fue destruida por un incendio en 1793, mientras que el resto podría encontrarse en Notre-Dame du Thil en Beauvais, al haber sido trasladadas antes del incendio provocado por los revolucionarios.

## Divisa
Creo de corazón y confieso de palabra que Jesucristo es el hijo de Dios.